# Складні відсотки
Складні відсотки — це відсоткові гроші, при нарахуванні яких за основу береться нарощена сума попереднього періоду.

## Математика відсоткової ставки

### Спрощене обчислення
У формулі нижче, i — це фактична відсоткова ставка за період. {\displaystyle FV} і {\displaystyle PV} представляють майбутнє та поточне значення суми. {\displaystyle n} представляє кількість періодів.
Ось найбазовіша формула:
{\displaystyle FV=PV(1+i)^{n}\,}
Наведене рівняння обраховує майбутнє значення ({\displaystyle FV}) для поточного інвестованого значення ({\displaystyle PV}), яке наростало зі сталою відсотковою ставкою ({\displaystyle i}) за {\displaystyle n} періодів.

### Складений
Формула для обчислення річного складного відсотку така:
{\displaystyle A=P\left(1+{\frac {r}{n}}\right)^{nt}}
Де,
- A = вихід
- P = початковий внесок
- r = річна номінальна процентна ставка (як дріб, не відсоток)
- n = кількість разів складання відсотку за рік
- t = кількість років

Приклад використання: Сума 1500.00 вкладена в банк, річна відсоткова ставка якого становить 4.3 %, і складається щоквартально. Знайти баланс через 6 років.
A. Із використанням попередньої формули, з P = 1500, r = 4.3/100 = 0.043, n = 4 і t = 6:
{\displaystyle A=1500\left(1+{\frac {0.043}{4}}\right)^{4\times 6}=1938.84}
Отже баланс по проходженні 6 років становитиме близько 1,938.84.

### Періодичне складання
Підсумкова функція для складного відсотку — це степенева функція в термінах часу.
{\displaystyle A(t)=A_{0}\left(1+{\frac {r}{n}}\right)^{\lfloor nt\rfloor }}
- {\displaystyle t} = Кількість років

- {\displaystyle n} = Кількість періодів на рік (отже загальна кількість періодів {\displaystyle n\cdot t})

- {\displaystyle r} = Річна номінальна процентна ставка виражена як десяткове, наприклад: 6 % = 0.06

- {\displaystyle \lfloor nt\rfloor } значить що {\displaystyle nt} округляється вниз до найближчого цілого.

При збільшенні {\displaystyle n}, відсоток досягає верхньої межі er − 1. Такий відсоток називається безперервним нарахуванням.
Через те, що початковий внесок {\displaystyle A(0)} є просто коефіцієнтом, його часто опускають для спрощення, і натомість використовують такі функції накопичення для простого і складного відсотку:
{\displaystyle a(t)=1+tr\,}
{\displaystyle a(t)=\left(1+{\frac {r}{n}}\right)^{nt}}
Зауважте: {\displaystyle A(t)} — це підсумкова функція і {\displaystyle a(t)} — це функція накопичення.

### Безперервне нарахування
Про безперервне нарахування можна думати як про періодичне складання із нескінченно малим періодом; отже формула отримується взяттям границі {\displaystyle n} до нескінченності.
{\displaystyle A(t)=A_{0}e^{rt}}
або
{\displaystyle A=Pe^{rt}}

### Інтенсивність відсотка
В математиці, функцію накопичення часто виражають із використанням e, бази натурального логарифму.
Для будь-якої неперервно диференційовної функції накопичення a(t) інтенсивність відсотка(англ. force of interest), або загальніше логарифмічний чи безперервно нараховуваний прибуток це така функція від часу:
{\displaystyle \delta _{t}={\frac {a'(t)}{a(t)}}\,}
що є швидкістю зміни натурального логарифму від функції накопичення.
З іншого боку можна записати:
{\displaystyle a(n)=e^{\int _{0}^{n}\delta _{t}\,dt}\ ,} (бо {\displaystyle a(0)=1})